# 日本軍のクリスマス島占領

クリスマス島の位置

日本軍のクリスマス島占領（にほんぐんのクリスマスとうせんりょう）は、太平洋戦争（大東亜戦争）中の1942年（昭和17年）3月31日に起きた、大日本帝国海軍による、クリスマス島を占領するための戦い。イギリス軍人に対するインド人兵士の反乱が発生したため、日本軍は抵抗を受けずに島を占領した。だがアメリカ海軍潜水艦の攻撃により、攻略部隊に加わっていた軽巡洋艦那珂（第四水雷戦隊旗艦）が大破した。本項では、その前段階における南雲機動部隊別働隊による砲撃についても述べる。

## 背景
クリスマス島はジャワ島の南300キロメートル（約220浬）のインド洋上に位置する島で、当時はイギリスの植民地であった。クリスマス島を第一段作戦中に攻略しようとする意図は日本軍（大本営および連合艦隊）にもなかった。しかし、クリスマス島は以下の二つの点で重要な場所であった。一つ目は、この島がインド洋交通路上の要点に位置していた。さらに無電局もあって、オーストラリア～インド間の通信を中継していた。二つ目は、日本にとっても必要な資源であるリン鉱石が採掘されることである。

## 南雲機動部隊別働隊の砲撃
1942年（昭和17年）3月1日、日本海軍の爆撃機がクリスマス島に空襲を敢行した。同月上旬、南雲忠一中将率いる南雲機動部隊はジャワ島南方へ進出、オーストラリア方面へ脱出する連合軍艦艇を掃討していた。
3月6日10時30分、南雲司令長官は残敵掃蕩を命じ、第二航空戦隊（司令官山口多聞少将：空母蒼龍、飛龍）、第三戦隊第2小隊（榛名、金剛）、第17駆逐隊（谷風、浦風、浜風、磯風）の8隻は別働隊を編成、機動部隊本隊から分離した。
空母2隻の護衛に駆逐艦2隻（浜風、磯風）を残し、戦艦2隻と駆逐艦2隻は3月7日早朝にクリスマス島へ艦砲射撃を行う。
約20分間の砲撃で、イギリス軍守備隊は白旗を掲げた。
だが4隻は同島を占領することなく、白旗を放置してクリスマス島を去った。
9日午後2時、別働隊は南雲機動部隊主隊と合流した。
報告を受けた南雲司令長官は『クリスマス島の攻略は小兵力を以て容易に実施可能』と結論づけている。
一方、軍令部の高松宮宣仁親王（海軍中佐、昭和天皇弟宮）は別働隊の艦砲射撃を「クリスマス島は占領予定なのに、余計なことをする」と評した。

インド人たちは、「イギリスの植民地下に置かれていたインドをイギリスの支配から解放する」という日本軍の呼び掛けに答える形で、3月10日に反乱を起こしイギリス軍の指揮官たちを殺した。

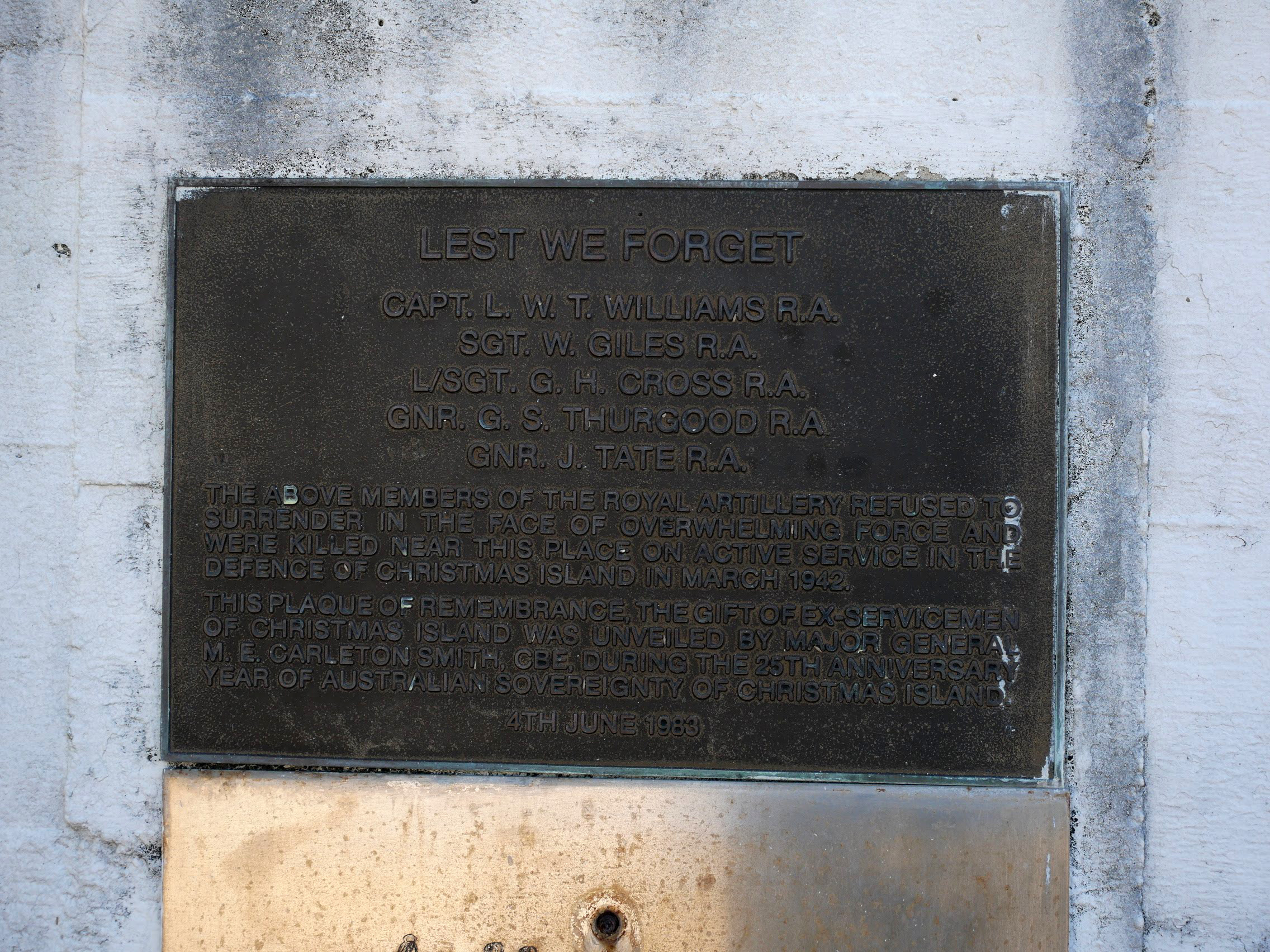
１９４２年３月のクリスマス島におけるインド人反乱による英海軍指揮官犠牲者の追悼碑の画像

そして、島に残ったオーストラリア人とヨーロッパ人を監禁した。
3月14日、大本営は山本五十六連合艦隊司令長官に対しクリスマス島の攻略を指示する。山本長官は南方部隊指揮官近藤信竹中将/第二艦隊司令長官に同島攻略を下令、近藤長官は蘭印部隊指揮官高橋伊望中将/第三艦隊司令長官に作戦の実施を命じ、高橋司令長官は蘭印部隊機密第203番電をもってクリスマス島攻略作戦実施要領を下達した。これに対し、クリスマス島にあったのは第一次世界大戦後にシンガポールから移された6インチ砲が1門と、対空砲が3門程度であった。イギリス軍の守備隊は32人程度でその大部分はインド人であった。

## クリスマス島攻略作戦
3月15日、第十六戦隊司令官原顕三郎少将を総指揮官とするクリスマス島攻略部隊が編成され、3月31日の攻略を目指した。
主隊/第十六戦隊（同戦隊司令官原少将：名取、長良）。警戒隊は第四水雷戦隊司令官西村祥治少将：旗艦「那珂」、第9駆逐隊第1小隊（夏雲、峯雲）、哨戒艇34号、哨戒艇36号、球磨川丸、君島丸。
陸戦部隊（第24特別根拠地隊分遣隊450名、第21特別根拠地隊砲員200名・12cm砲4・8cm高角砲4、第102建設部隊200名）、補給部隊「あけぼの丸」、さらに駆逐艦天津風（第二水雷戦隊、第16駆逐隊）という兵力部署であった。
当初ニューギニア攻略部隊に所属していた軽巡「長良」は、軽巡「鬼怒」と入れ替わる形でクリスマス島攻略部隊に編入される。これは「長良」が新編制予定の第十戦隊（空母機動部隊警戒部隊）旗艦に内定しており、長期の作戦計画には従事させられなかったからである。また第22駆逐隊（皐月、水無月、文月、長月）は日本陸軍第十六軍のジャワ第二次輸送任務終了後、主隊（第十六戦隊）への合流を命じられた。
3月29日17時、第9駆逐隊（夏雲、峯雲）はジャワ島パンタム湾を出撃して対潜掃蕩を実施、19時に主隊と警戒隊は出撃した。3月31日、日本軍船団は0700にクリスマス島北方15浬に到達した。
ところが同島に潜水艦1隻が存在していることが判明し、軽巡3隻はそれぞれ水上偵察機を射出して対潜警戒にあたらせると同時に、陸上施設を爆撃させた。「那珂」も艦砲射撃をおこなった。この時、潜水艦「シーウルフ (USS Seawolf, SS-197) 」は、艦長フレデリック・B・ウォーダー少佐の指揮下でクリスマス島沖合を哨戒していた。
クリスマス島攻略そのものは、順調に進んだ。日本軍は抵抗を受けずフライング・フィッシュ・コーブに上陸した。クリスマス島守備隊は白旗を掲げ、日本軍の警戒隊・輸送船は入泊して陸戦隊の揚陸を開始する。捕虜の中には、2月27日に撃沈された水上機母艦ラングレーの運用長も含まれていた。
9時49分、「那珂」は距離1000mから発射された魚雷3本を回避し、爆雷6個を投下して撃沈確実を報告した。シーウルフは「将旗を掲げた名取級巡洋艦」に魚雷4本を発射し、1本命中と判断した（実際は命中せず）。シーウルフは爆雷攻撃に耐えながら、次の襲撃機会をうかがった。20時30分、駆逐艦「天津風」（駆逐艦長原為一中佐）が到着して対潜哨戒に加わった。
4月1日午前6時、「名取」は泊地北方20浬で雷跡1本を確認、爆雷攻撃をおこなったが効果は不明であった。シーウルフからは名取（原少将の将旗）と那珂（西村少将の将旗）の区別がつかず「昨日の目標（那珂）と目の前の目標（名取）が同一なのか」「損傷艦から健在艦へ将官が移乗したのか」「日本人にもエイプリルフールの風習があるのか」と混乱していた。シーウルフは魚雷3本を発射、魚雷1本命中と判断した（実際は命中せず）。
18時4分、「那珂」及び第9駆逐隊（夏雲、峯雲）はクリスマス島北方海面を之字運動を行いながら哨戒していた。シーウルフはふたたび「那珂」を雷撃する。「那珂」より右70度距離700m地点から発射された魚雷のうち、1本が右舷中央部に命中、「那珂」は一時航行不能となった。
「天津風」と哨戒艇34号が「那珂」を護衛した。19時20分、「那珂」は右舷後方約6kmに浮上潜水艦を発見してこれに発砲、駆逐艦達が爆雷攻撃を実施、その後第36号哨戒艇は20時30分に撃沈確実を報告した。シーウルフは猛烈な爆雷攻撃に晒され、緊急浮上した際に駆逐艦（艦名不明）と衝突しかけたという。
一方、西村司令官は「那珂」の曳航を第十六戦隊旗艦「名取」に依頼する。21時30分、「那珂」は「名取」に曳航され、各艦（天津風、峯雲、夏雲）に護衛されてパンタム湾への退避を開始した。また主隊と輸送船も荷揚げを打ち切って退避を開始した。22時30分、「球磨川丸」は第36号哨戒艇に護衛され、燐鉱袋詰42トンを積んだ「君島丸」は第34号哨戒艇に護衛され、それぞれ泊地を出発した。
「那珂」は「名取」に曳航されてジャワ島バンタム湾へ退避したが、途中で自力航行可能となった。この時、蘭印部隊指揮官高橋伊望中将はバンタム湾に停泊していた救難船「静波丸」と第22駆逐隊第2小隊（長月、水無月）に「那珂」救援を命じていたが、「那珂」自力航行可能により「静波丸」の随伴は取りやめ、22駆2小隊のみ合流した。
4月3日午後1時40分、「那珂」はパンタム湾に到着した。またクリスマス島攻略部隊は4月3日午前9時30分の「名取」バンタム湾到着をもって解散する。シンガポールで応急修理したのち日本本土に回航された「那珂」は、舞鶴海軍工廠で本格的に修理することになった。「那珂」は6月15日付で第四水雷戦隊から除かれ、同戦隊旗艦は長良型軽巡「由良」が務めることになった。

## 撤退
クリスマス島占領時、同島の倉庫にリン鉱石約2万トンがあったが、発電機故障のため積み込み不能であった。日本軍はリン鉱の搬出を目論んだが、労働者たちのサボタージュにあい、また輸送貨物船が1943年に潜水艦の攻撃で撃沈されるなどして、同年12月にはあらかた島を撤退した。